# Кондратьев, Сергей Александрович (футболист)
Серге́й Алекса́ндрович Кондра́тьев (бел. Сяргей Аляксандравіч Кандрацьеў; 2 февраля 1990, Минск, БССР, СССР) — белорусский футболист, защитник витебского клуба «Велес-2020».

## Карьера
Воспитанник «Трудовые резервы» города Минска. Первый тренер — С. В. Пехов.
Профессиональную карьеру начал в минском «Динамо» в 2008 году, выступал за дубль. В сезоне 2009 года дебютировал в чемпионате Беларуси. В 2010 году закрепился в главной команде и провёл все 6 матчей за «Динамо» в квалификационном раунде 2010/11. По истечении контракта с «Динамо» руководство клуба предложило Кондратьеву подписать контракт с «Берёзой-2010», являющейся фарм-клубом минчан, но игрок отказался от перехода.12 января 2013 года прибыл на просмотр в казахстанский «Акжайык», который не завершился подписанием контракта.

### «Гомель»
15 февраля 2013 года перешёл в клуб «Гомель», подписав двухлетний контракт. Кондратьев выступал под 13-м номером. В межсезонье наигрывался в основном составе клуба на позиции правого защитника. Дебютировал в 1-м туре чемпионата Беларуси сезона 2013 года против могилевского «Днепра», проведя на поле все 90 минут. Ближе к середине первенства закрепился на правом фланге защиты. В нескольких матчах из-за травм одноклубников играл не нас своих позициях — в частности, левого защитника и правого полузащитника. В феврале 2014 года контракт был разорван.

### «Динамо», «Нафтан» и «Белшина»
В марте 2014 подписал соглашение с брестским «Динамо». Играл на позиции центрального защитника, иногда выходил на фланге обороны. В матче 3-го тура против «Белшины» на 29-й минуте получил красную карточку из-за конфликта с арбитром после удаления Владимира Щербо. Оставшись вдевятером, брестский клуб разгромно уступил со счётом 0:7, а Кондратьев был дисквалифицирован на три матча. В сезоне 2015 был основным игроком «Динамо», выступал на позиции левого защитника. По окончании сезона покинул клуб.
В феврале 2016 года подписал контракт с новополоцким «Нафтаном», где стал игроком основы. В феврале 2017 года перешёл в бобруйскую «Белшину», где также был основным защитником команды.
В январе 2019 года подписал контракт с житковичским клубом ЮАС, однако уже в апреле покинул команду и завершил карьеру.
В августе 2022 года возобновил карьеру, присоединившись к витебскому клубу «Велес-2020» из второй лиги.

### В сборной
Выступал за молодёжную сборную Беларуси.